# Johannes Henricus Midderigh

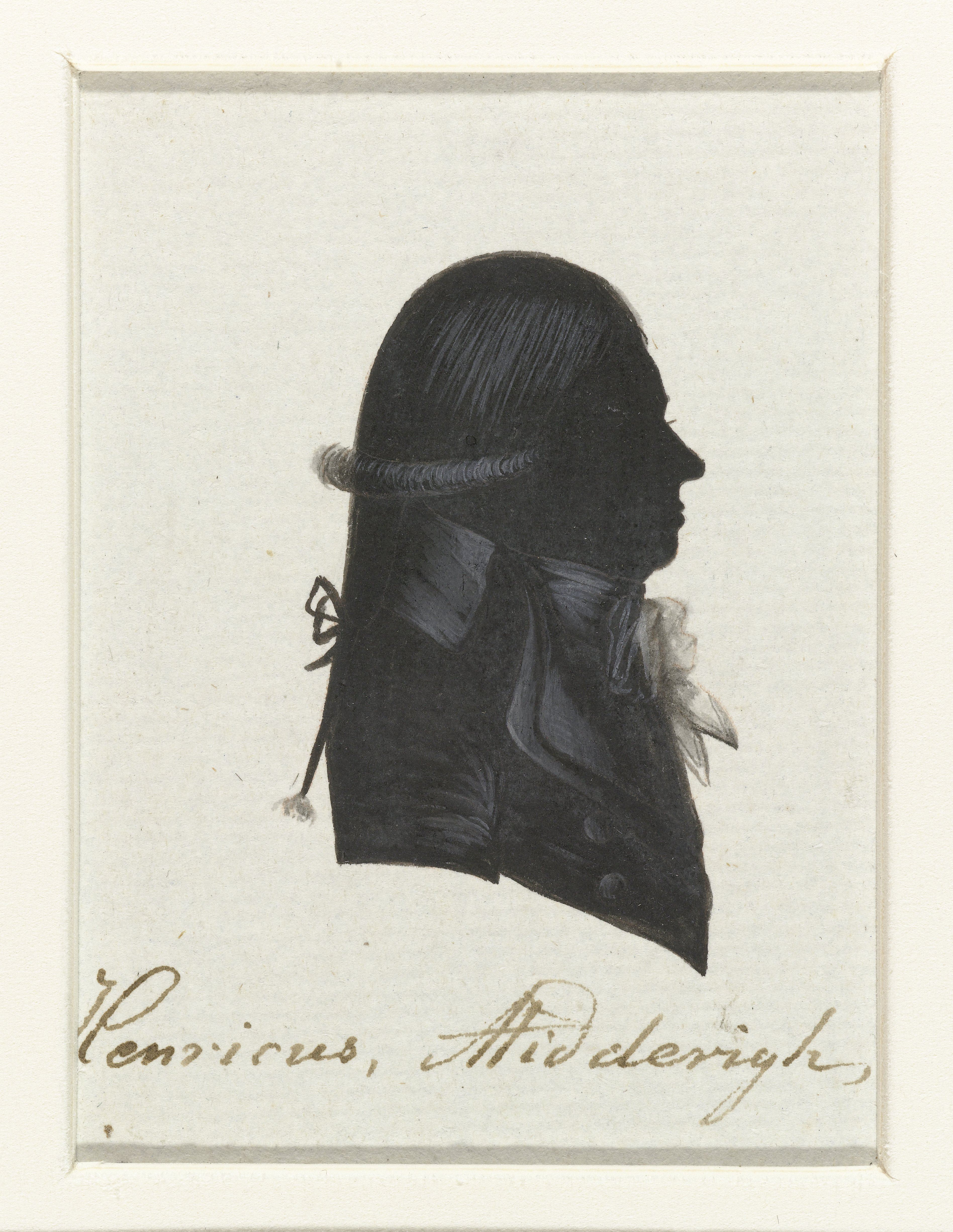
Johannes Henricus Midderigh

Johannes Henricus Midderigh (Rotterdam, 6 juli 1753 - aldaar, 30 april 1800) was een Rotterdams wijnhandelaar en vrijmetselaar, een radicaal patriot en unitariër. Hij behoorde tot de eerste katholieke politici in Nederland. Midderigh was roulerend voorzitter van de Tweede Nationale Vergadering tijdens de staatsgreep in de nacht van zondag op maandag 22 januari 1798. Hij steunde deze coup, maar werd bij de volgende staatsgreep op 12 juni 1798 zelf gearresteerd, waarmee zijn politieke loopbaan eindigde.

## Wijnhandelaar en politicus
In 1777 nam Hendrik Midderigh de wijnhandel van zijn vader over. In 1787 werd hij lid van het Vrijkorps (schutterij) en later van de Burger-Sociëteit in Rotterdam. In 1795 was hij een van de kiezers bij de getrapte verkiezingen voor het provisionele stadsbestuur. Van 1796 tot 1798 was hij afgevaardigde in de landelijke parlementen, zoals de Nationale Vergadering, die een eerste Grondwet moest ontwerpen, onder een roulerend voorzitterschap. Tijdens zijn voorzitterschap in januari 1798 was hij nominaal staatshoofd van de Bataafse Republiek en kwam een einde aan de Tweede Nationale Vergadering.
Op aandringen van Stefanus Jacobus van Langen werd op 22 januari 1798 een staatsgreep gepleegd door Pieter Vreede en Wybo Fijnje, met hulp van generaal Daendels. Midderigh, die voor een periode van twee weken als voorzitter zou fungeren, steunde deze coup (zie ook het Uitvoerend Bewind). Onder anderen Jacob Blauw en Johan Valckenaer en een groot aantal Federalisten, zoals Jacob van Manen, Jan David Pasteur, Cornelis van der Hoop, Gijsbertsz. Jacob Jan Cambier, Johan Frederik Rudolph van Hooff, IJsbrand van Hamelsveld, Carel Gerard Hultman, Jacobus Kantelaar en Court Lambertus van Beyma zijn toen uitgeschakeld of gevangengezet. Charles Delacroix schreef een tevreden telegram aan Talleyrand, de Franse minister van Buitenlandse Zaken.
Ook van de nieuwe Constituerende Vergadering was Midderigh lid. De Constitutie werd in april 1798 door de stemgerechtigde Bataven met grote meerderheid goedgekeurd.
Midderigh is vervolgens gekozen tot lid van de Tweede Kamer van het Vertegenwoordigende Lichaam. Bij de volgende staatsgreep op 12 juni 1798 - weer door Daendels - werd Midderigh door politieke tegenstanders binnen zijn eigen partij gearresteerd en vrijgelaten. Hij speelde daarna geen politieke rol meer en werd weer wijnhandelaar te Rotterdam.

## Functies

### Lid
- 01-03-1796 - 31-08-1797, Eerste Nationale Vergadering, representerende het volk van Nederland namens het District Rotterdam-I
- 06-10-1797 - 22-01-1798, Tweede Nationale Vergadering namens het District Den Haag-II
- 22-01-1798 - 12-06-1798, Constituerende Vergadering representerende het Bataafse Volk
- 15-03-1798 - 17-03-1798, Constitutiecommissie van 1798
- 04-05-1798 - 12-06-1798, Vertegenwoordigend Lichaam (1) (mei 1798-juni 1798)

### Voorzitter
- 19-01-1798 - 25-01-1798, voorzitter van de Constituerende Assemblee van 22-01-1798